# Alvin Kraenzlein
Alvin Christian Kraenzlein (Milwaukee, Wisconsin, 12 de diciembre de 1876 - † (Wilkes-Barre, Pensilvania, 6 de enero de 1928) fue un atleta estadounidense. Fue el primer deportista en ganar cuatro medallas de oro olímpicas en una única edición de los Juegos Olímpicos. Aún hoy continúa siendo el único atleta que lo ha conseguido contabilizando sólo pruebas individuales. 

## Biografía
Nació en Milwaukee, Wisconsin, hijo de John Kraenzlein y Augusta, estudió en la Universidad de Wisconsin-Madison y posteriormente en la Universidad de Pensilvania para convertirse en dentista. Ganó su primera carrera atlética en 1897, en la prueba de las 220 yardas vallas de los Campeonatos de Atletismo Amateur. En los siguientes años logró ganar muchos títulos entre ellos 5 Campeonatos de la AAU tanto en vallas como en salto de longitud y 8 Campeonatos de la Intercollegiate Association en velocidad, vallas y salto de longitud. Kraenzlein destacó por su técnica en el salto de vallas siendo el primero en utilizar la técnica conocida como "straight-lead-leg" (por la cual la primera pierna que salta la valla permanece paralela al suelo) que permite pasar la valla sin perder velocidad. 
En 1900, Kraenzlein se preparó para los Juegos Olímpicos en Inglaterra, ganando el título británico de 120 yardas vallas y el de salto de longitud. En los Juegos Olímpicos de 1900 en París, lograría cuatro medallas de oro en los 60 m lisos, los 110 metros vallas, los 200 m vallas y el salto de longitud.
En los 60 m lisos, corrió tanto la carrera preliminar como la final en 7 segundos exactos, venciendo en la final a John Tewksbury por apenas unas pulgadas.
Su victoria en el salto de longitud también fue muy disputada ya que venció por tan sólo 1 cm a Myer Prinstein. Para la final se guardaba la marca obtenida en la calificación. Tras la calificación la medalla de oro estaba en poder de Myer Prinstein con un salto de 7.175 m. Con anterioridad a la prueba Prinstein y Kraenzlein habían acordado no participar en la final puesto que esta tenía lugar en domingo. Finalmente Kraenzlein participó en la final y superó la marca de Prinstein (7.185). Algunas fuentes afirman que cuando Prinstein supo de la noticia agredió a Kraenzlein.
Kraenzlein se retiró del atletismo de competición a finales de 1900, siendo poseedor de 6 plusmarcas mundiales. En 1902 comenzó a trabajar como dentista y se casó con Claudine Gilman. En 1906 se convirtió en el entrenador de atletismo de la Academia Mercersburg para llegar a ser profesor de entrenamiento físico en 1910. Como entrenador tendría bajo su mando al futuro campeón olímpico Ralph Craig. En 1913 firmó un contrato por valor de 50.000 dólares con el Gobierno alemán para entrenar al equipo olímpico alemán de cara a los Juegos de 1916, pero el comienzo de la I Guerra Mundial impidió la celebración de los Juegos. Kraenzlein estuvo en el ejército de los Estados Unidos como especialista en entrenamiento. Al finalizar la guerra fue entrenador asistente para el equipo de pista de la Universidad de Pennsylvania. Fue también entrenador en los campos de verano y en los clubes de Golf y de Tenis en Cuba durante el verano.

## Muerte
A fines de 1927, se enfermó de pleuresía. Kraenzlein murió a principios de 1928 de endocarditis en Wilkes-Barre, Pennsylvania.